# Nhandumirim
Nhandumirim byl rod vývojově velmi primitivního teropodního nebo sauropodomorfního dinosaura, formálně popsaného v roce 2019 ze sedimentů geologického souvrství Santa Maria na území Brazílie.

## Význam
Stáří vrstev, ve které byly fosilie tohoto dinosaura objeveny, činí asi 233 milionů let (věk karn, raná fáze pozdního triasu). Jedná se tedy o jednoho z nejstarších známých "pravých" dinosaurů vůbec. Objevena byla jediná nekompletně zachovaná kostra, jejíž unikátní anatomické znaky nasvědčují tomu, že se jednalo o dosud neznámý taxon. Pravděpodobně jde o jednoho z nejstarších známých zástupců skupiny Theropoda nebo sauropodomorfního a nepochybně o nejstaršího zástupce kteréhokoliv z těchto kladů, známého z území současné Brazílie.